# International League
International League o Liga Internacional es una de las Ligas Menores de Béisbol (MiLB) que operan en Estados Unidos en la costa este de ese país. Junto a la Pacific Coast League y la Liga Mexicana de Béisbol forman las ligas de nivel Triple A, solo por debajo de las Grandes Ligas de Béisbol (MLB). Durante algún tiempo también participaron equipos de Canadá, Cuba y Puerto Rico en la Liga.
La Liga Internacional fue creada por la Liga del Este, fundada en 1884; la Liga del Estado de Nueva York, fundada en 1885 y la Liga de Ontario que había sido establecida ese mismo año. Las de Nueva York y Ontario decidieron fusionarse en 1886 para formar la Liga Internacional y en 1887 la Liga del Este fue absorbida para llegar a totalizar 10 franquicias para el nuevo campeonato. En 1912 adoptó su actual nombre, International League.
Luego de la desaparición de otra de las ligas de las menores, la American Association, la Liga Internacional decidió reorganizarse en tres divisiones luego del ingreso de tres equipos de la extinta American.

## Equipos actuales
| División | Equipo                           | Afiliación en MLB     | Ciudad                        | Estadio                    | Capacidad |
| -------- | -------------------------------- | --------------------- | ----------------------------- | -------------------------- | --------- |
| Este     | Buffalo Bisons                   | Toronto Blue Jays     | Buffalo, Nueva York           | Sahlen Field               | 16,600    |
| Este     | Charlotte Knights                | Chicago White Sox     | Charlotte, Carolina del Norte | Truist Field               | 10,200    |
| Este     | Lehigh Valley IronPigs           | Philadelphia Phillies | Allentown, Pensilvania        | Coca-Cola Park             | 10,100    |
| Este     | Worcester Red Sox                | Boston Red Sox        | Worcester, Massachusetts      | Polar Park                 | 9,508     |
| Este     | Rochester Red Wings              | Washington Nationals  | Rochester, Nueva York         | Frontier Field             | 10,840    |
| Este     | Scranton/Wilkes-Barre RailRiders | New York Yankees      | Moosic, Pensilvania           | PNC Field                  | 10,000    |
| Este     | Durham Bulls                     | Tampa Bay Rays        | Durham, Carolina del Norte    | Durham Bulls Athletic Park | 10,000    |
| Este     | Syracuse Mets                    | New York Mets         | Syracuse, Nueva York          | NBT Bank Stadium           | 10,815    |
| Este     | Norfolk Tides                    | Baltimore Orioles     | Norfolk, Virginia             | Harbor Park                | 11,856    |
| Este     | Jacksonville Jumbo Shrimp        | Miami Marlins         | Jacksonville, Florida         | 121 Financial Ballpark     | 11,000    |
| Oeste    | Gwinnett Braves                  | Atlanta Braves        | Lawrenceville, Georgia        | Coolray Field              | 10,427    |
| Oeste    | Columbus Clippers                | Cleveland Guardians   | Columbus, Ohio                | Huntington Park            | 10,100    |
| Oeste    | Indianapolis Indians             | Pittsburgh Pirates    | Indianápolis, Indiana         | Victory Field              | 13,750    |
| Oeste    | Iowa Cubs                        | Chicago Cubs          | Des Moines, Iowa              | Principal Park             | 11,500    |
| Oeste    | Louisville Bats                  | Cincinnati Reds       | Louisville, Kentucky          | Louisville Slugger Field   | 13,131    |
| Oeste    | Memphis Redbirds                 | St. Louis Cardinals   | Memphis, Tennessee            | AutoZone Park              | 10,000    |
| Oeste    | Nashville Sounds                 | Milwaukee Brewers     | Nashville, Tennessee          | First Horizon Park         | 10,000    |
| Oeste    | Omaha Storm Chasers              | Kansas City Royals    | Papillion, Nebraska           | Werner Park                | 9,023     |
| Oeste    | St. Paul Saints                  | Minnesota Twins       | Saint Paul, Minnesota         | CHS Field                  | 7,210     |
| Oeste    | Toledo Mud Hens                  | Detroit Tigers        | Toledo, Ohio                  | Fifth Third Field          | 10,300    |

## Historial
| - 1891 Buffalo Bisons - 1892 Providence Clamdiggers - 1892 Binghamton Bingoes - 1893 Erie Blackbirds - 1894 Providence Clamdiggers - 1895 Springfield Maroons - 1896 Providence Grays - 1897 Syracuse Stars - 1898 Royaux de Montréal - 1899 Rochester Bronchos - 1900 Providence Clamdiggers - 1901 Rochester Bronchos - 1902 Toronto Maple Leafs - 1903 Jersey City Skeeters - 1904 Buffalo Bisons - 1905 Providence Clamdiggers - 1906 Buffalo Bisons - 1907 Toronto Maple Leafs - 1908 Baltimore Orioles - 1909 Rochester Bronchos - 1910 Rochester Bronchos - 1911 Rochester Bronchos - 1912 Toronto Maple Leafs - 1913 Newark Indians - 1914 Providence Grays - 1915 Buffalo Bisons - 1916 Buffalo Bisons - 1917 Toronto Maple Leafs - 1918 Toronto Maple Leafs - 1919 Baltimore Orioles - 1920 Baltimore Orioles - 1921 Baltimore Orioles - 1922 Baltimore Orioles - 1923 Baltimore Orioles - 1924 Baltimore Orioles - 1925 Baltimore Orioles - 1926 Toronto Maple Leafs - 1927 Buffalo Bisons - 1928 Rochester Red Wings - 1929 Rochester Red Wings |  | - 1930 Rochester Red Wings - 1931 Rochester Red Wings - 1932 Newark Bears - 1933 Buffalo Bisons - 1934 Toronto Maple Leafs - 1935 Syracuse Chiefs - 1936 Buffalo Bisons - 1937 Newark Bears - 1938 Newark Bears - 1939 Rochester Red Wings - 1940 Newark Bears - 1941 Royaux de Montréal - 1942 Syracuse Chiefs - 1943 Syracuse Chiefs - 1944 Baltimore Orioles - 1945 Newark Bears - 1946 Royaux de Montréal - 1947 Syracuse Chiefs - 1948 Royaux de Montréal - 1949 Royaux de Montréal - 1950 Baltimore Orioles - 1951 Royaux de Montréal - 1952 Rochester Red Wings - 1953 Royaux de Montréal - 1954 Syracuse Chiefs - 1955 Rochester Red Wings - 1956 Rochester Red Wings - 1957 Buffalo Bisons - 1958 Royaux de Montréal - 1959 Havana Sugar Kings - 1960 Toronto Maple Leafs - 1961 Buffalo Bisons - 1962 Atlanta Crackers - 1963 Indianapolis Indians - 1964 Rochester Red Wings - 1965 Toronto Maple Leafs - 1966 Toronto Maple Leafs - 1967 Toledo Mud Hens - 1968 Jacksonville Suns - 1969 Syracuse Chiefs |  | - 1970 Syracuse Chiefs - 1971 Rochester Red Wings - 1972 Tidewater Tides - 1973 Pawtucket Red Sox - 1974 Rochester Red Wings - 1975 Tidewater Tides - 1976 Syracuse Chiefs - 1977 Charleston Charlies - 1978 Richmond Braves - 1979 Columbus Clippers - 1980 Columbus Clippers - 1981 Columbus Clippers - 1982 Tidewater Tides - 1983 Tidewater Tides - 1984 Pawtucket Red Sox - 1985 Tidewater Tides - 1986 Richmond Braves - 1987 Columbus Clippers - 1988 Rochester Red Wings - 1989 Richmond Braves - 1990 Rochester Red Wings - 1991 Columbus Clippers - 1992 Columbus Clippers - 1993 Charlotte Knights - 1994 Richmond Braves - 1995 Ottawa Lynx - 1996 Columbus Clippers - 1997 Rochester Red Wings - 1998 Buffalo Bisons - 1999 Charlotte Knights - 2000 Indianapolis Indians - 2001 Louisville Bats - 2002 Durham Bulls - 2003 Durham Bulls - 2004 Buffalo Bisons - 2005 Toledo Mud Hens - 2006 Toledo Mud Hens - 2007 Richmond Braves - 2008 Scranton/Wilkes-Barre Yankees - 2009 Durham Bulls - 2010 Columbus Clippers - 2011 Columbus Clippers - 2012 Pawtucket Red Sox - 2013 Durham Bulls - 2014 Pawtucket Red Sox - 2015 Columbus Clippers - 2016 Scranton/Wilkes-Barre Yankees - 2017 Durham Bulls - 2018 Durham Bulls - 2019 Columbus Clippers - 2020 Cancelado - 2021 Durham Bulls |